# Rábapordány
Rábapordány [rába-pordáň] je obec v Maďarsku v župě Győr-Moson-Sopron, spadající pod okres Csorna. Nachází se asi 10 km jihovýchodně od Csorny a asi 38 km jihozápadně od Győru. V roce 2015 zde žilo 1 023 obyvatel. Dle údajů z roku 2011 tvoří 83,5 % obyvatelstva Maďaři, 0,5 % Němci a 0,4 % Romové, přičemž 16,4 % obyvatel se ke své národnosti nevyjádřilo.
Obec byla poprvé písemně zmíněna v roce 1351 pod názvem Pardan. Nachází se zde katolický kostel svatého apoštola Ondřeje (Szent András apostol templom). Obcí procházejí vedlejší silnice 8422 a 8423. Součástmi obce jsou také osady Fenyőtanya a Kölesmajor.

## Sousední obce
| Růžice kompasu | Csorna     | Dör         | Bágyogszovát | Růžice kompasu |
| Růžice kompasu | Pásztori   | Sever       | Bodonhely    | Růžice kompasu |
| Růžice kompasu | Pásztori   | Rábapordány | Bodonhely    | Růžice kompasu |
| Růžice kompasu | Pásztori   | Jih         | Bodonhely    | Růžice kompasu |
| Růžice kompasu | Rábacsanak | Egyed       | Árpás        | Růžice kompasu |